# Titel (općina)
Općina Titel je jedna od općina u Republici Srbiji. Nalazi se u AP Vojvodini i spada u Južnobački okrug. Po podacima iz 2004. općina zauzima površinu od 262 km² (od čega na poljoprivrednu površinu otpada 21.712 ha, a na šumsku 510 ha). 
Općinsko središte je gradić Titel. Općina Titel se sastoji od 6 naselja. Po podatcima iz 2002. godine u općini je živjelo 17.050 stanovnika, a prirodni priraštaj je iznosio -5 %. Po podacima iz 2004. broj zaposlenih u općini iznosi 2.281 ljudi. U općini se nalazi 6 osnovnih i 1 srednja škola.

## Naselja u općini Titel
- Titel

- Vilovo

- Gardinovci

- Lok

- Mošorin

- Šajkaš